# Портрет Герасима Алексеевича Шостакова
«Портрет Герасима Алексеевича Шостакова» — картина Джорджа Доу и его мастерской из Военной галереи Зимнего дворца.
Картина представляет собой погрудный портрет генерал-майора Герасима Алексеевича Шостакова из состава Военной галереи Зимнего дворца.
К началу Отечественной войны 1812 года полковник Шостаков командовал Елисаветградским гусарским полком и был во многих сражениях с французами. После Бородинского сражения с полком состоял в отряде генерала И. С. Дорохова, с отличием сражался при Малоярославце и под Красным. Во время Заграничного похода 1813 года сражался в Польше и Германии, был в сражениях при Гросберене и Денневице, в Битве народов под Лейпцигом получил сильную контузию. В кампании 1814 года во Франции отличился в сражениях при Лаоне, Реймсе и Сен-Дизье. В 1815 году командовал 2-й бригадой 2-й гусарской дивизии и принял участие в кампании Ста дней.
Изображён в генеральском мундире, введённом для кавалерийских генералов 6 апреля 1814 года, на плечи наброшена шинель. Слева на груди звезда ордена Св. Анны 1-й степени; на шее крест ордена Св. Георгия 3-го класса; по борту мундира крест ордена Св. Владимира 3-й степени; справа на груди серебряная медаль «В память Отечественной войны 1812 года» на Андреевской ленте и золотой крест «За взятие Очакова». С тыльной стороны картины надпись: Schostakoff. Подпись на раме: Г. А. Шостаковъ, Генералъ Маiоръ.
7 августа 1820 года Комитетом Главного штаба по аттестации Шостаков был включён в список «генералов, заслуживающих быть написанными в галерею» и 17 октября 1822 года император Александр I приказал написать его портрет. Сам Шостаков в это время находился в отставке и постоянно проживал в Елисаветграде. 17 июля 1824 года он писал в Инспекторский департамент Военного министерства: «в следствие сделанного через Русский инвалид оным департаментом приглашения, преднамеревался сам быть в Санкт-Петербурге и тамо по предложению департамента лично списать с себя портрет, но болезненные припадки от ран до ныне время от времени удерживали исполнить принятое намерение; получив некоторое облегчение спешу привесть в окончание Монаршью волю, списанный с меня здесь портрет при сем в департамент представляя прошу, поминовании в нем надобности возвратить ко мне по жительству моему Херсонской губернии в город Елисаветград».
Гонорар Доу был выплачен 29 декабря 1824 года и 21 июня 1827 года. Готовый портрет принят в Эрмитаж 8 июля 1827 года. Поскольку предыдущая сдача готовых портретов в Эрмитаж произошла 18 октября 1826 года, то портрет Шостакова можно считать написанным между двумя последними датами . Портрет-прототип современным исследователям неизвестен.